# Bergholms fjärden
Bergholms fjärden är en fjärd i Finland. Den ligger i landskapet Egentliga Finland, i den södra delen av landet, 140 km väster om huvudstaden Helsingfors.
Bergholms fjärden avgränsas av Stornäset i sydväst, Hälholmen och Lillfallan i söder, Kimitoön i öster, Bergholmen och Nötholmen i norr samt Gunholmen i nordväst. Den ansluter till Bodholms fjärden och Sunnanåviken i sydöst samt till Ölmos fjärden i väster.